# Hylaeus rinki
Hylaeus rinki là một loài ong trong họ Colletidae. Loài này được Gorski miêu tả khoa học đầu tiên năm 1852.